# Оуен (округ, Кентуккі)
Шаблон:StateAbbr_ 38°32′ пн. ш. 84°50′ зх. д. / 38.53° пн. ш. 84.83° зх. д.
Округ Оуен (англ. Owen County) — округ (графство) у штаті  Кентуккі, США. Ідентифікатор округу 21187.

## Історія
Округ утворений 1819 року.

## Демографія
За даними перепису 
2000 року 
загальне населення округу становило 10547 осіб, усе сільське.
Серед мешканців округу чоловіків було 5286, а жінок — 5261. В окрузі було 4086 домогосподарств, 2996 родин, які мешкали в 5345 будинках.
Середній розмір родини становив 3.
Віковий розподіл населення поданий у таблиці:
| Стать    | До 15 років | 15-21 | 22-29 | 30-39 | 40-49 | 50-65 | 65-85 | Понад 85 |
| -------- | ----------- | ----- | ----- | ----- | ----- | ----- | ----- | -------- |
| Чоловіки | 1148        | 520   | 483   | 729   | 848   | 900   | 608   | 50       |
| Жінки    | 1049        | 484   | 517   | 752   | 775   | 863   | 691   | 130      |

## Суміжні округи
- Ґаллатін — північний схід
- Грант — схід
- Скотт — південний схід
- Франклін — південний захід
- Генрі — захід
- Керролл — північний захід

## Виноски
1. ↑  U.S. Decennial Census. United States Census Bureau. Процитовано 19 серпня 2014.
2. ↑  Historical Census Browser. University of Virginia Library. Архів оригіналу за 11 серпня 2012. Процитовано 19 серпня 2014.
3. ↑  Population of Counties by Decennial Census: 1900 to 1990. United States Census Bureau. Процитовано 19 серпня 2014.
4. ↑  Census 2000 PHC-T-4. Ranking Tables for Counties: 1990 and 2000 (PDF). United States Census Bureau. Процитовано 19 серпня 2014.
5. ↑  State & County QuickFacts. United States Census Bureau. Архів оригіналу за 7 червня 2011. Процитовано 6 березня 2014.(англ.) Наведено за англійською вікіпедією.
6. ↑  American FactFinder. Бюро перепису населення США. Архів оригіналу за 26 лютого 2012. Процитовано 31 січня 2008.

| США | Це незавершена стаття з географії США. Ви можете допомогти проєкту, виправивши або дописавши її. |